# 小长蝽
小长蝽（学名：Nysius ericae）是半翅目长蝽科小长蝽属的一种昆虫。该昆虫是一种多食性害虫，广泛分布于欧亚大陆各国。
小长蝽以成虫和若虫刺吸嫩叶的汁液为主要食物来源，会导致受害植株生长发育停滞，叶片出现黄枯而最终死亡。